# 2009 Lost Memories
2009 Lost Memories (kor. 2009 로스트 메모리즈) ist ein südkoreanischer Spielfilm von 2002 unter der Regie von Lee Si-myung.

## Handlung
Der Filmvorspann beginnt im Jahre 1909. Das Attentat des Koreaners An Chung-gun auf den japanischen Politiker Itō Hirobumi in Harbin war entgegen den realen Ereignissen nicht erfolgreich, wodurch sich der Geschichtsverlauf der japanischen Herrschaft über Korea deutlich verändert. Das Attentat des koreanischen Unabhängigkeitskämpfers Yun Bong-gil auf ranghohe Japaner schlägt 1932 fehl. Das Japanische Kaiserreich verbündet sich im Zweiten Weltkrieg mit den Vereinigten Staaten. Der erste Atombombenabwurf erfolgt auf Berlin und Korea erhält nach dem Ende des Krieges seine Unabhängigkeit von Japan nicht zurück, sondern bleibt japanische Kolonie. Die Olympischen Sommerspiele 1988 finden nicht in Seoul statt, sondern in Nagoya und Japan wird der alleinige Austragungsort der Fußball-Weltmeisterschaft 2002.
Die eigentliche Handlung beginnt im Jahr 2009 in der Kolonie Korea mit einer Geiselnahme im Museum Keijō durch die koreanische Terrorgruppe Hureisenjin, die gegen die japanische Herrschaft kämpft. Die Geiselnahme wird vom Japanese Bureau of Investigation (JBI) blutig beendet, unter Mitwirkung der Partner Masayuki Sakamoto und Shōjirō Saigō. Der Ermittler Sakamoto, selbst Koreaner, kommt zu dem Schluss, dass es bei der Aktion nicht um die Geiseln ging, sondern um ein altes, mondsichelförmiges Artefakt. Der Stein mit dem Namen Mondseele stammt aus der Sammlung des zweiten Generalgouverneurs der Kolonie Korea und ist in Besitz der Inoue Foundation. Er ermittelt, dass es in der Vergangenheit immer wieder zu Versuchen der Hureisenjin kam, sich Artefakte der Inoue Foundation anzueignen. Die Hureisenjin überfallen die LKWs, die die Artefakte der Inoue Foundation zurück nach Japan bringen sollen. In der dabei entstehenden Schießerei der Terroristen mit Sakamoto und Saigō begegnet Sakamoto der weiblichen Führerin der Organisation Oh Hye-rin.
Wegen der folgenden Ermittlungen Sakamotos in Bezug auf die Inoue Foundation wird er von dem Fall abgezogen. Sakamotos Vater war ebenfalls Polizist, wurde aber 1985 als Verräter exekutiert, da er bei einem vereitelten Angriff der Hurisenjin auf einem Frachtschiff in Wladiwostok diese unterstützt haben soll. Während Sakamoto nach Harbin reist, um weitere Nachforschungen anzustellen, wird sein Mentor Takahashi in Sakamotos Wohnung ermordet. Sakamoto wird hierfür verhaftet, kann aber mit Hilfe Saigōs fliehen.
In der folgenden Handlung stehen sich die ehemaligen Partner Sakamoto und Saigō als Feinde gegenüber. Sakamoto wird verwundet und kommt in ein Versteck der Hureisenjin. Saigō bekommt Besuch vom Leiter der Inoue Foundation. Es wird deutlich, dass sie in einer Alternativwelt leben und die Vergangenheit durch eine Zeitreise geändert wurde. Dies wurde durch historische Artefakte möglich, wie einem großen Tempelstein. Diese Möglichkeit der Zeitreise wurde von der ultranationalistischen Uyoku genutzt, um einen Mann namens Inoue in die Vergangenheit zu schicken, um das Attentat auf Itō Hirobumi zu verhindern. Inoue wurde zweiter Generalgouverneur der Kolonie Korea und gründete die Inoue Foundation und beeinflusste die geschichtlichen Ereignisse weiter.
Mit diesem Wissen schließt sich Sakamoto den Hurisenjin an, um den eigentlichen Geschichtsverlauf wiederherzustellen. Sie lokalisieren den Tempelstein und aktivieren ihn mit der Mondseele, wobei es zu einem Schusswechsel mit dem JBI kommt, bei dem Oh stirbt. Sakamoto reist selbst in der Zeit ins Jahr 1909 nach Harbin zurück, um die Vereitelung des Attentats wiederum zu vereiteln. Dabei wird er von Saigō verfolgt, der erfahren hat, dass die Familie seiner Ehefrau beim Atombombenabwurf auf Hiroshima im eigentlichen Geschichtsverlauf ums Leben kam. Sakamoto schafft es trotzdem Inoue zu töten, die alte Zeitlinie wiederherzustellen und sprengt den Tempelstein. Nun wird der Hintergrund Oh Hye-rins deutlich, die Forscherin in Zusammenhang mit dem Tempelstein war und Inoue bei seiner ersten Zeitreise folgte.
Der Film endet wieder im Jahr 2009, wobei die wirkliche Geschichte wiederhergestellt ist, in der Independence Hall of Korea, einem Gedenkort der koreanischen Freiheitskämpfer. Ein Junge schaut sich die Fotos der Persönlichkeiten an und sieht auch ein Foto mit Sakamoto und Oh, wie sie zusammen lachen.

## Hintergründe
2009 Lost Memories war eine Kooperation zwischen Südkorea und Japan, im Jahr als auch die Fußball-Weltmeisterschaft 2002 als Gemeinschaftsprojekt in Japan und Südkorea stattfand.
Die Produktionskosten lagen bei geschätzten 7 Millionen US-Dollar. Der Film spielte in den südkoreanischen Kinos über 12 Millionen US-Dollar ein.
Bok Geo-il, der Autor der ursprünglichen Novelle Bimyeong-eul Chajaseo (비명을 찾아서) (1987) weigerte sich mit der fertigen Produktion in Verbindung gebracht zu werden und verklagte erfolgreich die Filmmacher, so dass sein Name aus den Credits entfernt werden musste.

## Kritiken
Der Film erhielt gemischte Kritiken. In einer Review in der Variety schrieb Derek Elley, dass der Film ein Action-Drama über Geschichte und Nationalismus sei, ein möchtegern japanisch-koreanischer Buddy-Film in ein kitschiges „Was wäre wenn“/Scifi-Drama verpackt. In der The New York Times lobte Jeannette Catsoulis die schöne Ausstattung und das Filmprojekt als ehrgeiziges Beispiel für den koreanischen Film. Er werde unerwartet von einem Action-Thriller zu einem Science-Fiction-Drama, ohne dabei die Menschlichkeit unter dem gezeigten Nationalismus aus den Augen zu verlieren.
Das Lexikon des internationalen Films ist der Auffassung, der Film sei – trotz „einige[r] Längen und Stereotypen“ – ein „bemerkenswert effektvoll gestaltetes Regiedebüt“. Jedoch stimme die „ausgesprochen patriotische Grundhaltung […] bedenklich“.